# Национална библиотека на Румъния
Националната библиотека на Румъния (на румънски: Biblioteca Națională a României) е най-голямата румънска библиотека, намира се в Букурещ. Създадена е през 1859 г. и оттогава е сменяла името си няколко пъти в зависимост от политическата обстановка в страната. Във фондовете ѝ се съхраняват 12 500 000 тома румънски и чуждоезични книги, списания и вестници. Съхраняват се и ръкописи, архиви, стари румънски периодични издания, щампи, фотографии, карти и аудио-визуални колекции.

## История
Днешната национална библиотека на Румъния е първоприемник на библиотеката на колежа „Св. Сава“, основана през 1838 г. Нейният фонд наброява около 1000 тома. През 1859 г. получава статут на Национална библиотека. През 1864 г. е обявена за Централна държавна библиотека. С този статут е до 1901 г., когато е затворена и фондовете ѝ са прехвърлени в библиотеката на Румънската академия. През 1955 г. отново е възстановена като Държавна библиотека и има статут на централна, главна библиотека в Румъния. През януари 1990 г. името ѝ е сменено на Национална библиотека.

## Сграда
През 1986 г. започва строежа на нова сграда на библиотеката. След екзекуцията на Николае Чаушеску строежът ѝ е спрян. Поради това започналият строеж се руши и част от него става обект на разграбване. През 2006 г. Министерство на културата решава да възобнови строителството и да се създаде културен център с Национална библиотека. Същинските дейности започват през пролетта на 2009 г. През май 2010 г. е внесено предложение за преместване на румънския парламент в тази сграда, но предложението е отхвърлено. Строителните дейности са приключени през 2012 г., като общата стойност на постройката възлиза на около 106 000 000 долара. Сградата е официално открита с освещаване от румънския Патриарх Данаил на 22 април 2012 г., отворена е за посещение от 23 април 2012 г.
Библиотеката разполага с 14 читални. Създаден е Национален център за реставриране на документи. Целта на библиотеката е съхраняване на печатни издания и дава възможност за обществен достъп, научни изследвания и лични проучвания.
Фонда на библиотеката включва 12 500 000 тома, от които 162 старопечатни книги, 20 054 стари румънски и чуждестранни книги, 10 964 румънски и чуждестранни редки книги, 29 350 аудио-визуални колекции, 36 759 стари и съвременни ръкописа и около 70 000 оригинални фотографии.